# Inti (genre)
Maxillaria
Genre
Classification phylogénétique
Inti est un genre de la famille des Orchidaceae originaire d'Amérique du sud.

## Habitat
Cette orchidée est présente du Costa Rica jusqu'à l'ouest de l'Amérique du sud.